# Tagosodes cubana
Tagosodes cubana är en insektsart som först beskrevs av Crawford 1914.  Tagosodes cubana ingår i släktet Tagosodes och familjen sporrstritar. Inga underarter finns listade i Catalogue of Life.